# Santo Antônio do Aracanguá (kommun)
Santo Antônio do Aracanguá är en kommun i Brasilien.   Den ligger i delstaten São Paulo, i den södra delen av landet, 600 km söder om huvudstaden Brasília. Antalet invånare är 7 627.
Följande samhällen finns i Santo Antônio do Aracanguá:
- Santo Antônio do Aracanguá

Omgivningarna runt Santo Antônio do Aracanguá är en mosaik av jordbruksmark och naturlig växtlighet. Runt Santo Antônio do Aracanguá är det mycket glesbefolkat, med 5 invånare per kvadratkilometer.